# Jacksonville (Florida)
Jacksonville es una ciudad-condado-consolidado ubicado en el condado de Duval en el estado estadounidense de Florida. Es la sede del condado de Duval. En el Censo de 2020 tenía una población de 949 611 habitantes y una densidad poblacional de 362.77 hab./km². Es la principal ciudad de región Primera Costa de Florida. Se halla justo al norte de la antigua capital española de la Florida y ciudad más antigua en los EE. UU., San Agustín.
Jacksonville es la ciudad de Estados Unidos con mayor superficie. Es la más grande de las ciudades del estado y la 13.ª de las ciudades más grandes del país. El área metropolitana de Jacksonville tiene más de un millón de residentes (en 1996).
Los gobiernos de Jacksonville y del Condado de Duval están consolidados. Otras municipalidades en el condado, que rechazaron formar parte del ente consolidado, son Baldwin, Neptune Beach, Atlantic Beach y Jacksonville Beach.
El área total de Jacksonville es de 2264.5 km². Jacksonville se llamó originalmente Vado de las vacas debido a su actividad ganadera. La ciudad cambió de nombre en 1822 en honor al primer gobernador territorial de Florida y séptimo Presidente de los Estados Unidos, Andrew Jackson. Jacksonville a menudo se abrevia como Jax, que es el código del Aeropuerto Internacional de Jacksonville.

## Historia

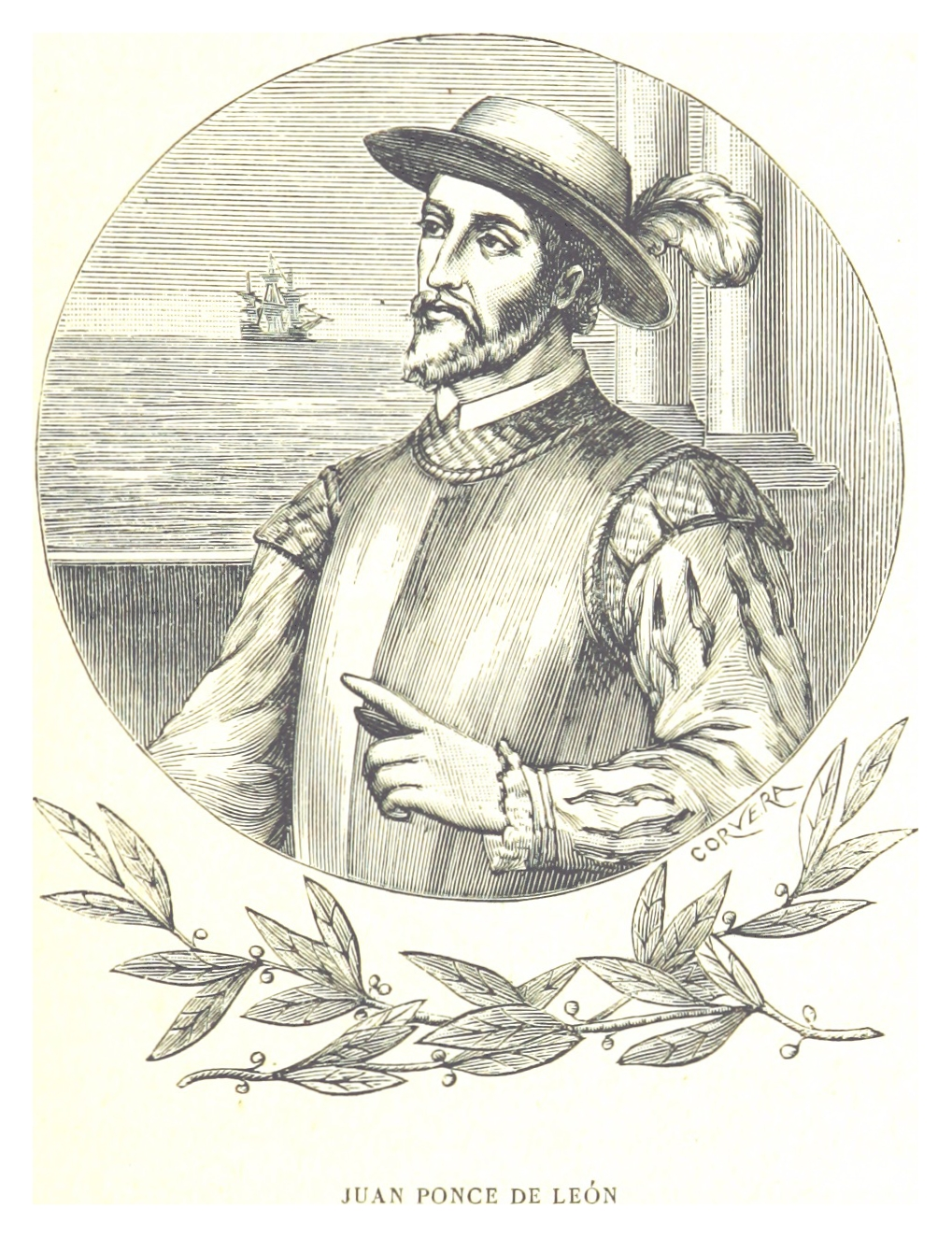
Juan Ponce de León (Santervás de Campos, Valladolid, España) fue uno de los primeros europeos en llegar al actual EE. UU. y el descubridor de Florida, a la que dio su actual nombre.

Ossachite es el nombre dado por los antropólogos al primer asentamiento humano en el área, actual zona baja de Jacksonville, tal asentamiento data de unos seis mil años antes del presente; tal nombre procede de la lengua de los timucua pero es improbable que ya existiera tal etnia en tal remota época.
Los primeros exploradores europeos de la región en que se emplaza la actual ciudad fueron los españoles durante la primera década del siglo XVI; aunque luego de la expedición francesa dirigida por el hugonote Jean Ribault en 1562 en la cuenca del río San Juan, en 1564 el también francés y hugonote René Goulaine de Laudonnière fundó el primer establecimiento europeo, llamado en francés Fort Caroline (de allí derivaría el topónimo La Carolina, para la región al norte de La Florida). Pero, dentro del contexto de las Guerras de Religión entre católicos y reformistas en el 2 de septiembre de 1565 una fuerza española aliada a los timucuas y al mando de Pedro Menéndez de Avilés procedente del recientemente fundado fuerte (y luego ciudad española) de San Agustín de La Florida atacó a la población francesa, los soldados hugonotes fueron exterminados salvándose solo los franceses que demostraban ser católicos. Los españoles renombraron a la fortaleza con el nombre de San Mateo, sin embargo con la destrucción de Fort Caroline, el posicionamiento de San Agustín como ciudad más importante de La Florida se consolidó. El lugar de la actualmente llamada Jacksonville comenzó a ser más conocido popularmente con la palabra compuesta española y timucua Vacapilatca (Vado de las vacas). Tras la guerra de los Siete Años España cedió La Florida entre 1762 y 1783 a Gran Bretaña. Durante el dominio inglés el nombre de la localidad fue traducido a Cowford en 1781. En 1783 Las Floridas (Florida Occidental y Florida Oriental) fueron reintegradas a la soberanía hispana merced a la expedición comandada por Bernardo de Gálvez. De esta época data el fuerte o batería San Nicolás, que se levantó en el barrio San Marco para la defensa del paso del río Saint Johns.
En 1820, España, ante la pérdida de la mayor parte de sus dominios en el continente americano, firmó el Tratado Adams-Onís (o Tratado de La Florida) por el cual se reconocía la ocupación estadounidense de Las Floridas (Territorio de Florida). La cesión se concretó en 1821. A partir de 1822 el nombre de Jacksonville se hizo conocido. Tal nombre homenajeaba a Andrew Jackson, presidente estadounidense y previamente gobernador del territorio durante la primera guerra semínola. El 9 de febrero de 1832, la legislatura estadual aprobó la constitución de la ciudad que había sido redactada por ciudadanos encabezados por Isaiah D. Hart.
Jacksonville sufrió un bloqueo por parte de las fuerzas de la Unión durante la guerra de Secesión.
Desde finales del siglo XIX, Jacksonville y la cercana ciudad de San Agustín se popularizaron como lujoso lugar de residencia de invierno. Los visitantes llegaron al territorio por barco a vapor y posteriormente por ferrocarril. Sin embargo, esta moda concluyó con la extensión del ferrocarril más hacia el sur. Entre 1886 y 1888 una epidemia de fiebre amarilla afectó la ciudad e hizo que casi la mitad de los residentes abandonaran la ciudad. En 1901 un incendio destruyó la parte comercial de la ciudad y dejó sin residencia a más de diez mil personas.
Inicialmente la industria del cine se instaló en Jacksonville, donde hubo hasta treinta estudios de cine en 1910. Sin embargo, el clima político desfavorable para esta industria la hizo desplazarse de Jacksonville hacia California.
Durante la Segunda Guerra Mundial en las cercanías de Jacksonville estaba ubicado un centro de entrenamiento de pilotos. En la actualidad ese centro emplea a 23 000 civiles.
Jacksonville tiene un triste historial de segregación racial. El 27 de agosto de 1960, un grupo de miembros del Ku Klux Klan armados con bates de béisbol y utensilios agrícolas atacaron a un grupo de manifestantes por los derechos civiles que protestaban frente a restaurantes que practicaban segregación racial. Según algunos testigos, los actos de violencia contra la población afrodescendiente continuaron sin intervención de la policía hasta los manifestantes blancos empezaron a tener heridos. Al igual que en el resto del sur de los Estados Unidos, la coexistencia de poblaciones de diferentes orígenes ha mejorado y en 1995, Nat Glover fue elegido alguacil del condado y reelecto en 1999. En 2003 se postuló como alcalde pero no ganó la elección. De haberlo hecho habría sido el primer alcalde afrodescendiente de Jacksonville.

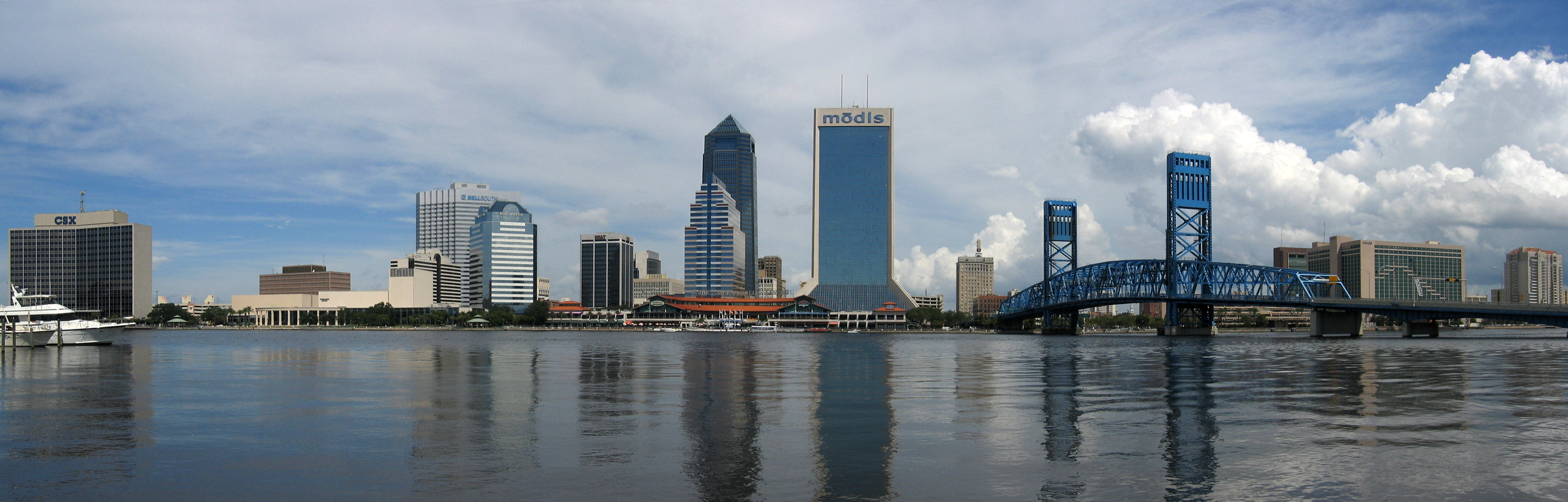
Panorama de centro de Jacksonville a través del río St. Johns.

## Geografía
Según la Oficina del Censo de los Estados Unidos, Jacksonville tiene una superficie total de 2265.28 km², de la cual 1934.72 km² corresponden a tierra firme y (14.59 %) 330.55 km² es agua.

### Clima
| Parámetros climáticos promedio de Jacksonville, Florida (Aeropuerto Internacional de Jacksonville), normales 1991‑2020, extremos 1871‑presente | Parámetros climáticos promedio de Jacksonville, Florida (Aeropuerto Internacional de Jacksonville), normales 1991‑2020, extremos 1871‑presente | Parámetros climáticos promedio de Jacksonville, Florida (Aeropuerto Internacional de Jacksonville), normales 1991‑2020, extremos 1871‑presente | Parámetros climáticos promedio de Jacksonville, Florida (Aeropuerto Internacional de Jacksonville), normales 1991‑2020, extremos 1871‑presente | Parámetros climáticos promedio de Jacksonville, Florida (Aeropuerto Internacional de Jacksonville), normales 1991‑2020, extremos 1871‑presente | Parámetros climáticos promedio de Jacksonville, Florida (Aeropuerto Internacional de Jacksonville), normales 1991‑2020, extremos 1871‑presente | Parámetros climáticos promedio de Jacksonville, Florida (Aeropuerto Internacional de Jacksonville), normales 1991‑2020, extremos 1871‑presente | Parámetros climáticos promedio de Jacksonville, Florida (Aeropuerto Internacional de Jacksonville), normales 1991‑2020, extremos 1871‑presente | Parámetros climáticos promedio de Jacksonville, Florida (Aeropuerto Internacional de Jacksonville), normales 1991‑2020, extremos 1871‑presente | Parámetros climáticos promedio de Jacksonville, Florida (Aeropuerto Internacional de Jacksonville), normales 1991‑2020, extremos 1871‑presente | Parámetros climáticos promedio de Jacksonville, Florida (Aeropuerto Internacional de Jacksonville), normales 1991‑2020, extremos 1871‑presente | Parámetros climáticos promedio de Jacksonville, Florida (Aeropuerto Internacional de Jacksonville), normales 1991‑2020, extremos 1871‑presente | Parámetros climáticos promedio de Jacksonville, Florida (Aeropuerto Internacional de Jacksonville), normales 1991‑2020, extremos 1871‑presente | Parámetros climáticos promedio de Jacksonville, Florida (Aeropuerto Internacional de Jacksonville), normales 1991‑2020, extremos 1871‑presente |
| Mes | Ene. | Feb. | Mar. | Abr. | May. | Jun. | Jul. | Ago. | Sep. | Oct. | Nov. | Dic. | Anual |
| --- | --- | --- | --- | --- | --- | --- | --- | --- | --- | --- | --- | --- | --- |
| Temp. máx. abs. (°C) | 30.6 | 31.7 | 34.4 | 35 | 37.8 | 39.4 | 40.6 | 38.9 | 37.8 | 35.6 | 31.7 | 29.4 | 40.6 |
| Temp. máx. media (°C) | 18.6 | 20.5 | 23.5 | 26.6 | 29.9 | 32.2 | 33.3 | 32.6 | 30.6 | 27.1 | 22.8 | 19.7 | 26.5 |
| Temp. media (°C) | 12.3 | 14.2 | 16.9 | 20.1 | 23.8 | 26.8 | 28.1 | 27.8 | 26 | 21.8 | 16.8 | 13.7 | 20.7 |
| Temp. mín. media (°C) | 5.8 | 7.6 | 10 | 13.2 | 17.4 | 21.2 | 22.6 | 22.7 | 21.1 | 16.2 | 10.4 | 7.4 | 14.7 |
| Temp. mín. abs. (°C) | -13.9 | -12.2 | -5 | -0.6 | 7.2 | 8.3 | 16.1 | 17.2 | 8.9 | 0.6 | -6.1 | -11.7 | -13.9 |
| Precipitación total (mm) | 83.3 | 72.6 | 83.6 | 74.4 | 86.9 | 193 | 172 | 174.8 | 192 | 102.4 | 50.8 | 70.6 | 1356.4 |
| Días de precipitaciones (≥ 0.2 mm) | 7.7 | 7.7 | 8.0 | 6.0 | 7.0 | 14.1 | 13.6 | 15.1 | 12.4 | 8.0 | 6.6 | 7.7 | 113.9 |
| Horas de sol | 189.4 | 193.8 | 257.9 | 286.4 | 303.9 | 283.6 | 282.0 | 262.4 | 228.2 | 214.6 | 193.9 | 183.6 | 2879.7 |
| Humedad relativa (%) | 74.9 | 72.2 | 71.2 | 69.5 | 72.7 | 76.8 | 77.7 | 80.3 | 80.8 | 78.6 | 77.7 | 76.7 | 75.8 |
| Fuente: NOAA (humedad y horas de sol 1961−1990)                                                                                                | | | | | | | | | | | | | |

## Demografía
Según el censo de 2010, había 821 784 personas residiendo en Jacksonville. La densidad de población era de 362.77 hab./km². De los 821 784 habitantes, Jacksonville estaba compuesto por el 59.44 % blancos, el 30.72 % eran afroamericanos, el 0.4 % eran amerindios, el 4.29 % eran asiáticos, el 0.09 % eran isleños del Pacífico, el 2.19 % eran de otras razas y el 2.88 % pertenecían a dos o más razas. Del total de la población el 7.73 % eran hispanos o latinos de cualquier raza.
La renta media de un hogar es de 40 316 dólares, y la renta media de una familia es de 47 243 dólares. Los hombres ganan en promedio 32 547 dólares contra 25 886 dólares para las mujeres. La renta per cápita es de 20 337 dólares. 12.2 % de la población y 9.4 % de las familias tienen entradas por debajo del nivel de pobreza. De la población total bajo el nivel de pobreza, el 16.7 % son menores de dieciocho y el 12.0 % son mayores de sesenta y cinco años.

## Deportes
| Equipo                 | Deporte          | Competición              | Estadio                          | Creación |
| ---------------------- | ---------------- | ------------------------ | -------------------------------- | -------- |
| Jacksonville Jaguars   | Fútbol americano | National Football League | EverBank Field                   | 1995     |
| Jacksonville Armada FC | Fútbol           | NASL                     | Baseball Grounds of Jacksonville | 1996     |

## Educación
Las Escuelas Públicas del Condado de Duval gestiona escuelas públicas.

### Universidades

Jacksonville University

Las instituciones de educación superioir presentes en Jacksonville son Brewer Christian College, Edward Waters College, Jacksonville University, University of North Florida, Florida Community College at Jacksonville, Trinity Baptist College, Jones College, Florida Technical College, Logos Christian College y Florida Coastal School of Law.

## Ciudades hermanadas
Jacksonville colabora en el programa de hermanamiento de ciudades, teniendo ocho en total:
- Curitiba
- Yingkou
- Municipio Metropolitano de Nelson Mandela Bay
- Bahía Blanca
- Múrmansk
- Masan
- Nantes
- San Juan

### Ciudad
- Página oficial de la ciudad de Jacksonville (en inglés)
- Escuelas públicas del Condado de Duval (en inglés)
- Historia de jacksonville (en inglés)
- Cámara de comercio Jacksonville (en inglés)

### Universidades
- Edward Waters College (en inglés)
- Jacksonville University (en inglés)
- University of North Florida (en inglés)
- Florida Community College at Jacksonville (en inglés)
- Trinity Baptist College (en inglés)
- Florida Coastal School of Law Archivado el 24 de septiembre de 2005 en Wayback Machine. (en inglés)
- Jones College Archivado el 27 de diciembre de 2005 en Wayback Machine. (en inglés)
- Logos Christian College (en inglés)

- Datos: Q16568
- Multimedia: Jacksonville, Florida / Q16568